# Forêt nationale de Mendocino
Pour les articles homonymes, voir Mendocino.
La forêt nationale de Mendocino, en anglais Mendocino National Forest, est une forêt nationale américaine dans le nord de la Californie. Couvrant 3 696 km2, elle s'étend dans les comtés de Colusa, Glenn, Lake, Mendocino, Tehama et Trinity. Créée en 1907, l'aire protégée est gérée par le Service des forêts des États-Unis.